# Tala Birell
Tala Birell (n. 10 septembrie 1907, București, România – d. 17 februarie 1958, Landstuhl, Renania-Palatinat, Germania) a fost o actriță română de teatru și film. Tala Birell (născută Natalie Bierl) a fost fiica omului de afaceri bavarez Karl Bierl care activa la București.
Mama sa a fost Stefanie von Schaydakowska din Galicia. 

## Cariera
A debutat ca actriță de teatru și film în Viena. Birell a dublat-o pe Marlene Dietrich în filme germane. A venit apoi în Anglia pentru a apărea în versiunea germană a Cape Forlon, și mai târziu a plecat în America pentru a juca în versiunea în limba germană a Budoar Diplomats (Diplomați de budoar). Stea a scenei teatrale din Europa, ea a devenit populară în filmele americane, inclusiv un mic rol în Bringing Up Baby (Leopardul Suzanei) din 1938.
În 1940 a apărut pe scenă în Dragii Mei Copii (My Dear Children), la Teatrul Belasco din New York City. Unul din ultimele ei filme a fost popularul serial de televiziune Orient Express din 1953, în episodul intitulat Eșarfă Roșie (Red Sash).
Este înmormântată în satul bavarez Marquartstein într-un mormânt de familie.